# 彼得·亚诺什
彼得·亚诺什（匈牙利語：Péter János，1910年10月28日—1999年2月26日），匈牙利政治人物，前匈牙利人民共和国外交部长（1961年－1973年），国民议会议员（1953年－1990年），匈牙利社会主义工人党中央委员会委员（1966年－1980年）。

## 生平
1910年生于奥匈帝国下涅克。早年在布达佩斯、巴黎、格拉斯哥等地接受教育，从事信義宗教会工作。1958年2月至1961年9月，任匈牙利外交部第一副部长。1961年，加入匈牙利社会主义工人党。1961年9月至1973年12月，任匈牙利外交部长。1973年12月至1988年10月，任匈牙利国民议会副主席。1999年2月26日在布达佩斯逝世，终年88岁。

## 立场
1973年2月，在巴黎召开的越南问题会议上，彼得·亚诺什指出：“在目前形势下，联合国没有任何讨论越南问题的合法权力。匈牙利政府希望这次会议必将保证巴黎协定的延续性，并将有利于巩固越南和东南亚的和平。”